# 白岩川
白岩川（しらいわがわ）は、富山県を流れる二級河川。白岩川水系の本流である。

## 地理
富山県中新川郡立山町の上市町との境界にある大辻山（標高1,361m）に源を発する。白岩川ダムを経て、下流の水橋地区に流れ、富山市水橋川原町と富山市水橋町の境界から日本海に注ぐ。

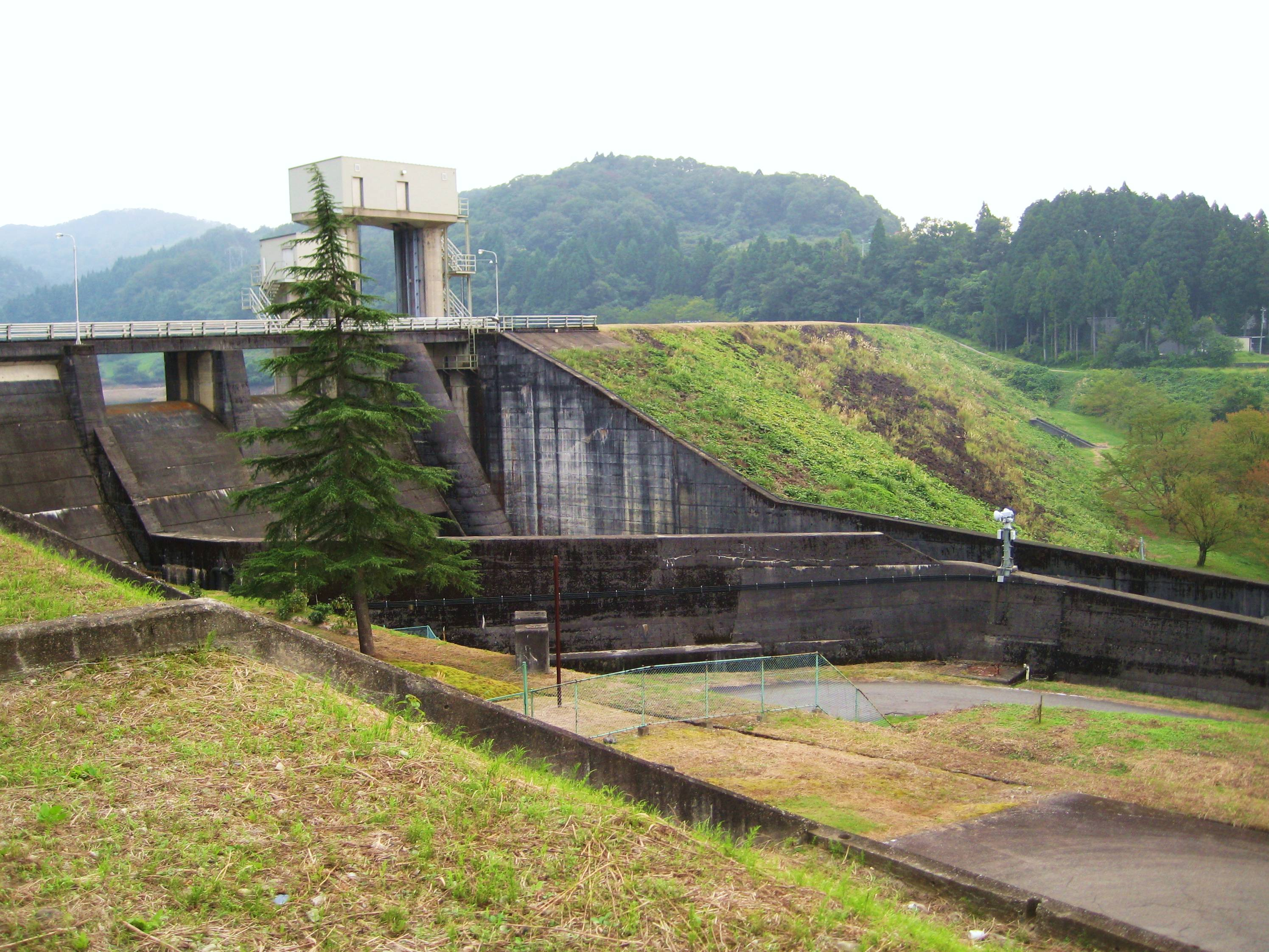
白岩川ダム

### 主な支流
- 細川
- 京坪川
- 栃津川

なお、堀江荘設置当時（平安時代末期）は、上市川も支流となっていた。

## 歴史
古くは、常願寺川が白岩川と河口を共有していた。常願寺川との合流後の名称は「水橋川」と称し、白岩川は、その支流であった。明治時代のヨハネス・デ・レーケによる改修で常願寺川が西側に付け替えられたことにより、水橋川は川幅を縮小し白岩川に含められた。1909年11月23日、白岩川改修竣工式が行われた。
白岩川流域は稚子塚など複数の古墳が見られ、まとめて白岩川流域古墳群と言われる。

## 流域の自治体
富山県
中新川郡立山町、上市町、舟橋村、富山市